# Mit Afghanistan
|  | Denne artikel er oprettet af botten PalnaBot ud fra en ekstern database. Den kan derfor have sproglige fejl eller mangler. Denne skabelon kan fjernes efter kontrol af indholdet. |

Mit Afghanistan er en dokumentarfilm instrueret af Nagieb Khaja efter manuskript af Adam Henriksen, Julian Andersen, Kolbrún Ósk Hálldorsdóttir, Malene Brask Olsen, Caroline Dohn Vognbjerg, Moska Asif, Sahar Asif, Jamil Roshaan, Emal Aslam, Ajmal Jabarkhil, Tahir Bakhtiary, Rahima Mano, Ahmad Issa Durani, Ajan Marzai, Farhan Niazi, Aimall Sharif.

## Handling
Nagieb Khaja er dansk journalist med afghanske rødder. Han mener, at Vesten træffer beslutninger om Afghanistan baseret på dyb uvidenhed om landet og dets indbyggere. Nagieb er en mand med en mission. For nogle år siden rejste han selv ind i den forbudte zone for at nuancere det forsimplede mediebillede af landet, men han endte som fange hos Taliban, og undslap kun lige med livet i behold. På næste rejse medbragte Nagieb 30 mobilkameraer og bad civile afghanere filme sig selv. For første gang bliver vi nu budt indenfor i den forbudte zone. Vi ser det liv, der leves der, med glæder og sorger, sejre og nederlag. Alt det, der er forbundet med at leve i krigens skygge - hvad enten man er teenager med drømme for fremtiden, er aktiv i kampen mod korruption i lokalsamfundet, eller familieoverhoved med ansvar for alles overlevelse.